# Джосс, Эдди
Эдриан (Эдди) Джосс (англ. Adrian "Addie" Joss, 12 апреля 1880, Вудленд, Висконсин, США — 14 апреля 1911, Толидо, Огайо, США) — американский бейсболист, выступавший в Главной лиге бейсбола (МЛБ) на позиции питчера. Всю свою карьеру в высших лигах (1902—1911) провёл в клубе «Кливленд Бронхос» (с 1903 года «Кливленд Нэпс»). За свою карьеру Джосс сыграл совершенную игру, два ноу-хиттера, 234 полные игры, 45 шатаутов, одержал 160 побед и сделал 920 страйкаутов, а его показатель earned run average (ERA) за карьеру — 1,89 — является вторым самым низким показателем в истории МЛБ.
Джосс родился и вырос в Висконсине, учился в колледже Сент-Мэрис и университете Висконсина. По окончании обучения выступал за местные полупрофессиональные команды, где был замечен владельцем «Филадельфии Филлис» Конни Мэком. И хотя он не подписал контракт с «Филлис», выиграв 19 матчей в 1900 году за «Толидо Мад Хенс», он привлёк к себе интерес ещё нескольких клубов высшей лиги. В 1901 году он провёл ещё один хороший сезон за Толидо, а в апреле 1902 года дебютировал в МЛБ в составе «Кливленд Бронхос» и уже в первом же сезоне стал лидером лиги по шатаутам. К 1905 году он уже отыграл свой первый из четырёх подряд сезонов, в которых одерживал 20 или более побед. В 1908 году Джосс сыграл четвёртую совершенную игру в истории высших лиг. Сезон 1910 года стал последним в его карьере, причём он был вынужден пропустить его почти полностью из-за травмы.
В апреле 1911 года Джосс заболел и вскоре умер от туберкулёзного менингита. Несмотря на то, что Джосс провёл всего девять сезонов в МЛБ и пропустил много времени из-за травм, Совет директоров Национального бейсбольного Зала славы в 1977 году выпустил специальную резолюцию, отменившую минимальный срок в 10 лет, которые бейсболист должен провести в высших лигах, чтобы претендовать на включение в Зал славы, и в 1978 году Джосс был включён в Зал славы решением Ветеранского комитета.

## Ранняя жизнь
Эдди Джосс родился в Вудленде (округ Додж, Висконсин). Его родители, Джейкоб и Тереза (в девичестве Стауденмайер), были фермерами. Кроме того, отец Эдди активно участвовал в местной политике, но из-за чрезмерного употребления алкоголя умер в 1890 году. Смерть отца сильно повлияла на будущего бейсболиста и он никогда в своей жизни не употреблял спиртное. Эдди посещал начальные школы в Джунеау и Портейдже, а позже учился в академии Уэйланда в Бивер-Дам. К 16 годам он окончил школьное образование, но продолжил самостоятельно обучение. Уже в 14 лет Джосс начал активно играть в бейсбол и стал местной знаменитостью, что позволило ему получить стипендию в колледже Сент-Мэрис, где он играл за местную бейсбольную команду. Он также учился в университете Висконсина на инженера. Благодаря Джоссу игра команды Сент-Мэрис заметно улучшилась и власти Уотертауна включили её в местную полупрофессиональную лигу. Именно там Джосс стал использовать свою уникальную подачу — виндап, бросая которую он не давал отбивающему рассмотреть как он держит мяч, раскрывая его лишь в последний момент.
Своею игрой Джосс привлёк к себе внимание владельца «Филадельфии Филлис» Конни Мака, который посылал своих скаутов наблюдать за его игрой, а позже предложил молодому питчеру выступать за свой клуб из Западной лиги. Однако Джосс отклонил это предложение. В 1899 году Эдди выступал за команду из Ошкоша, получая 10 долларов в неделю. Когда же у команды начались финансовые проблемы и владелец перестал выплачивать зарплату Джосс перешёл в молодёжную команду Манитовока. Первоначально он выступал в младшем составе на позиции игрока второй базы, но вскоре был переведён в старшую группу, где стал выступать на позиции питчера. Там его заметили скауты «Толидо Мад Хэнс» и в 1900 году он заключил контракт с командой, согласно которому его зарплата в новом клубе составила 75 долларов в месяц. Его дебют в «Мад Хэнс» состоялся уже в день открытия чемпионата — 28 апреля, когда он помог своей команде одержать первую победу со счётом 16:8. Всего же за первый сезон он одержал 19 побед и получил славу «лучшего питчера-любителя штата».

### Споры о контракте
По ходу сезона 1901 года клуб «Бостон Американс» из только что созданной Американской лиги  предложил Толидо 1500 долларов за контракт Джосса. Узнав об этом, «Сент-Луис Кардиналс» из Национальной лиги повторили это предложение, однако Толидо отклонило оба предложения. Джосс продолжил выступать за «Мад Хенс» и одержал в сезоне 27 побед, сделав 216 страйкаутов (в некоторых источниках указывается 25 побед). Он также полечил прозвище «бог Западной лиги».
По окончании сезона Джосс вернулся в Висконсин, где помог команде города Расин одержать победу в чемпионате штата над сборной Кеноша. Он также поступил в колледж Белойт, где играл в американский футбол. Вскоре появились сообщения, что 18 августа Джосс подписал контракт с командой Национальной лиги «Бруклин Доджерс» и даже получил 400 долларов авансом, однако Эдди отрицал, что получал деньги. Владелец «Мад Хенс» Чарльз Штробель утверждал, что он 12 августа подписал Джосса и других игроков команды на сезон 1902 года и что Западная лига находится под защитой Национальной лиги до конца сентября 1901 года. Чтобы уладить разногласия владелец «Доджерс» Чарльз Эббетс пригласил Джосса на встречу, но отказался и дал понять, что сказал Штробелю, что будет играть за «Мад Хенс» в сезоне 1902 года, и получил аванс в размере 150 долларов в феврале 1902 года.
Однако марте 1902 года в СМИ появилась информация, что Джосс подписал контракт с «Кливленд Бронхос», что вызвало недовольство местных газет: «он добровольно подписал контракт [с Толедо] на этот сезон, но когда Билл Армор из Кливленда показал ему купюру в 500 долларов, он забыл о своем обещании и ускользнул, как побитая дворняга». Первоначально Штробель хотел отпустить питчера, однако позже подал иск в суд, мотивируя это тем, что Джосс вернул только 100 из 150 долларов аванса. Суд выпустил ордер на арест Джосса, и его планировали арестовать по приезде с кливлендской командой в Колумбус (штат Огайо), однако тот уехал в Сент-Луис, где 26 апреля дебютировал за свою новую команду. Два дня спустя он приехал в Толидо в сопровождении владельца «Бронхос» Чарльза Сомерса и сдался полиции. Суд установил залог в 500 долларов, который оплатили двое местных торговцев углем. Суд над Джоссом длился до июля и Штробель даже собирался подать ещё один гражданский иск против Кливленда, однако отозвал все обвинения, когда «Бронхос» предложили ему в качестве компенсации питчера Джека Ландбома.

## Профессиональная карьера

### Кливленд Бронхос/Нэпс (1902—1907)

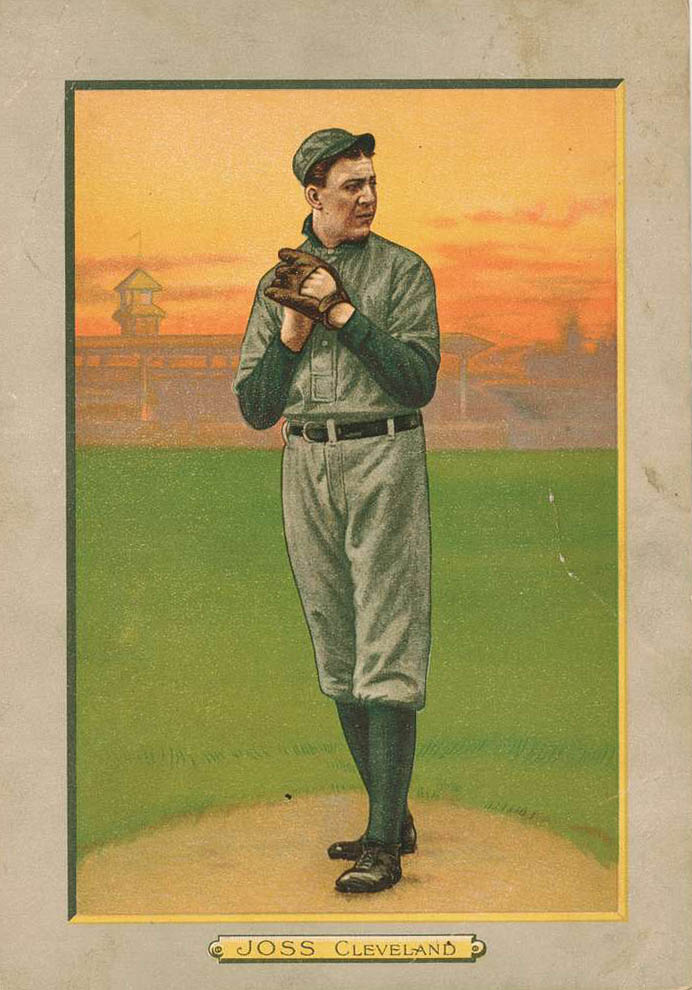
Изображение Эдди Джосса на бейсбольной карточке

Дебют Джосса в высшей лиге пришёлся на игру с «Сент-Луис Браунс». В матче Эдди пропустил всего один спорный хит и помог своей новой команде одержать победу. Единственный хит у «Браунс» удалось сделать Джесси Бёркетту, который выбил поп-флай в правый филд. По словам Зазы Харви и очевидцев, он сумел поймать мяч, однако арбитр дома посчитал, что мяч перед ловлей успел удариться об землю, и засчитал удар как хит. За первый сезон в «Бронхос» Джосс одержал 17 побед, потерпев 13 поражений, а его показатель ERA составил 2,77. Кроме того он стал лидером Американской лиги по количеству шатаутов — пять. По итогам сезона 1902 года Джосс был включён во всеамериканскую сборную и принял участие в матче вех звёзд в составе Американской лиги.
Перед началом сезона 1903 года «Бронхос» в честь своего шорт-стопа Нэпа Лайоли изменили название на «Кливленд Нэпс». Свой второй сезон в высшей лиге Джосс закончил с результатом 18-13 и уменьшил показатель ERA до 2,19. Он также стал лидером лиги по показателю WHIP (уолки плюс хиты) — 0,948.
В сезоне 1904 года из-за травм Джосс был вынужден пропустить часть чемпионата, однако это ему не помешало вновь улучшить показатель ERA (1,59), кроме того, он не пропустил ни одного хоум-рана в чемпионате. В 1905 году он впервые в своей карьере сумел одержать 20 побед за сезон и установил личный рекорд по количеству страйкаутов за сезон — 132. В следующем году он одержал уже 21 победу (девять шатаутов), потерпев всего 9 поражений, а его показатель ERA 1,72 был третьим в лиге. Сезон 1907 года для Джосса начался с 10 подряд побед. Ему также удалось сыграть две однохитовых игры за сезон: первый 4 сентября против «Детройт Тайгерс», а второй 25 сентября против «Нью-Йорк Хайлендерс». Всего же в чемпионате Эдди отыграл 3382⁄3 иннинга, одержав рекордное для себя количество побед — 27 и поделил первое место в Американской лиге по этому показателю с Доком Уайтом. Кроме того, он занял второе место по показателю WHIP и третье по полным играм (34) и шатаутам (6).

### Сезон 1908 года и совершенная игра
Сезон 1908 года вошёл в историю МЛБ своей захватывающей концовкой и острой борьбой между «Детройт Тайгерс», «Чикаго Уайт Сокс» и «Нэпс» за выход в плей-офф. За три игры до конца чемпионата «Нэпс» отставали на пол победы от «Тайгерс», а «Уайт Сокс», в свою очередь, были позади «Нэпс» на одну победу. 2 октября на матч «Нэпс» против «Уайт Сокс» собралось 10 598 человек, что, по мнению спортивного журналиста Фрэнклина Льюиса, было «отличной явкой для рабочего дня». Визави Джосса в тот день был будущий член Бейсбольного зала славы Эд Уолш. В третьем иннинге игроком «Нэпс» Джо Бирмингемом было набрано первое очко в матче и, как позже оказалось, единственное. После этого достижения напряжение на стадионе стало столь сильным, что один из журналистов описал его как «бег мышки вдоль трибуны звучал бы как скобление лопатой по бетону». В девятом иннинге Джоссу удалось вывести в аут двух отбивающих после чего он встретился с пинч-хитером Джоном Андерсоном. Андерсон выбил лайн-драйв, который мог бы стать даблом, однако мяч вылетел за пределы игрового поля. Следующим ударом Андерсон выбил мяч в направление игрока третьей базы, который поймал его и передал на первую базу, тем самым закончив игру победой «Нэпс» со счётом 1:0. Таким образом, Джосс отыграл совершенную игру — вторую в истории Американской лиги. Всего за матч он сделал 74 броска, что является лучшим показателем среди всех совершенных матчей. После финального свистка болельщики выбежали на поле, чтобы поздравить игроков и отпраздновать победу своей команды. Джосс после игры сказал: «Я никогда не сделал бы этого без хорошей игры в поле Ларри Лайоли и Стовалли, а также отличного бега по базам Бирмингема. Уолш великолепно бросал свой сплиттер, а нам понадобилось два удачных удара, чтобы одержать победу».
Сезон Джосс закончил с показателем 0,83 уолков за девять иннингов, став одним из 29 питчеров в истории МЛБ, который в среднем за девять иннингов пропускали менее одного уолка. Его показатель WHIP 0,806 — пятый лучший результат в истории МЛБ. «Нэпс» же завершили чемпионат с результатом 90-64, всего на пол победы отстав от «Тайгерс».

### Последние годы в «Нэпс» (1909—1910)

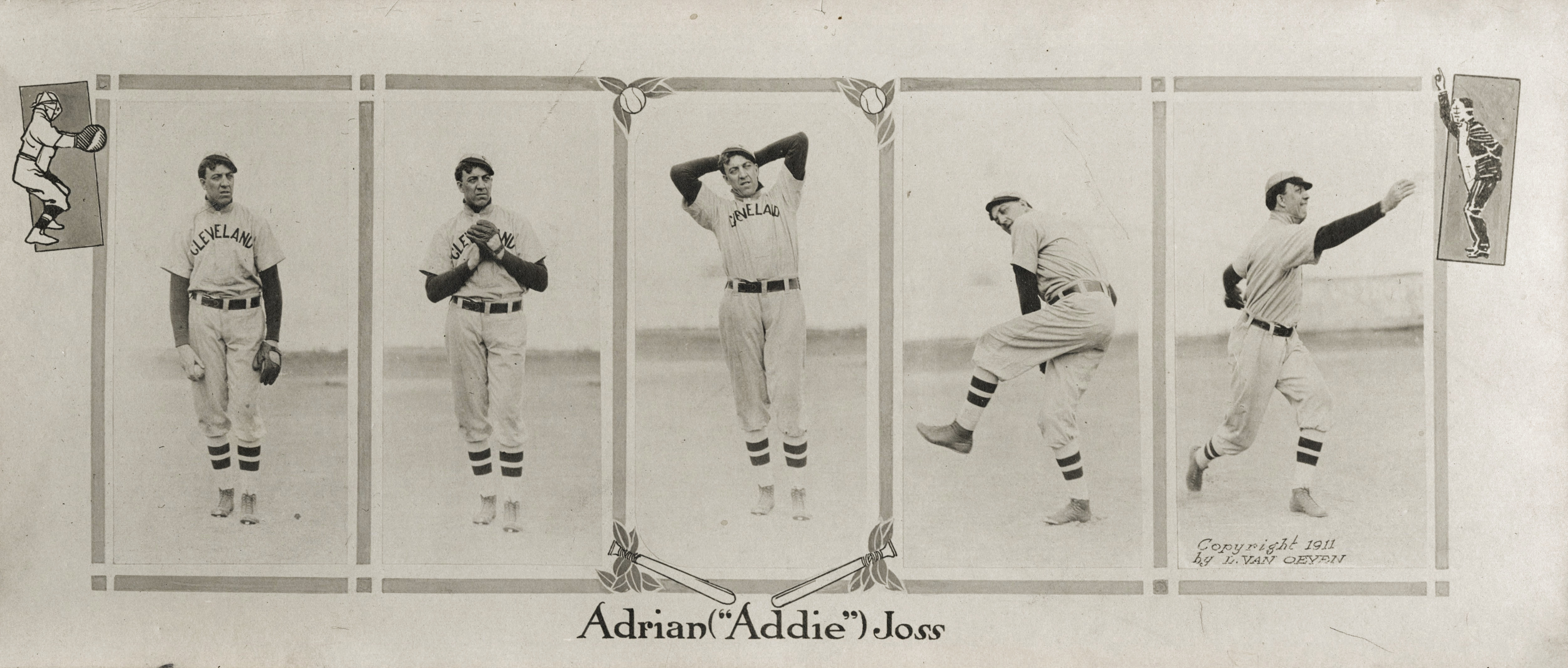
Джосс в конце своей карьеры

После четырёх выдающихся сезонов, в которых Джосс одерживал 20 или более побед, чемпионат 1909 года оказался для него тяжёлым в физическом плане. Он постоянно чувствовал усталость. И, хотя его индивидуальные показатели всё также были одними из лучших в лиге (четвёртое место в лиге по показателю ERA (1,71) и третье по WHIP (94,4 %)), он одержал 14 побед и потерпел 13 поражений, а его команда не претендовала на выход в плей-офф. И уже в сентябре руководство клуба решило отстранить его от участия в оставшихся матчах.
20 апреля 1910 года в матче против «Чикаго Уайт Сокс» Джосс сыграл второй ноу-хиттер в своей карьере, став первым питчером в истории МЛБ, которому удалось это сделать против одной команды. Впоследствии его достижение смог повторить только игрок «Сан-Франциско Джайентс» Тим Линсекам, который сыграл два ноу-хиттера против «Сан-Диего Падрес» в 2013 и 2014 годах. В самом матче, во втором иннинге игроку «Уайт Сокс» Фредди Паренту удалось отбить мяч в направлении третьей базы, где Билл Брэдли не сумел уверенно зафиксировать его и передать на первую базу. Первоначально судьи засчитали удар Парента как хит, однако позже изменили решение на ошибку полевого игрока. Кроме этого удара Джосс пропустил также два уолка. Из-за разрыва связки правого плеча Эдди отыграл всего 13 матчей чемпионата и 25 июля досрочно закончил сезон. В своём последнем сезоне в МЛБ Джосс отыграл 1071⁄3 иннинга, показав результат 5-5.

## За пределами игрового поля
Джосса всегда беспокоило то, как он будет обеспечивать свою семью после завершения игровой карьеры. В то время лишь немногие бейсболисты имели образование и навыки работы. Поэтому по окончании сезона 1906 года Эдди начал подрабатывать спортивным колумнистом и спортивным редактором воскресных выпусков Toledo News-Bee. Его заметки быстро завоевали популярность среди читателей, что привело к увеличению тиража газеты, а в его офисе, из-за большого количество звонков болельщиков, был установлен отдельный телефон. Популярность Джосса среди местных жителей была настолько высока, что при подписании контракта с «Нэпс» перед сезоном 1907 года он сумел выторговать себе хорошие условия — его новая зарплата составила 4000 долларов, в то время как средняя зарплата в лиге в 1910 году была лишь 2500 долларов.
Позже он писал для Cleveland Press и освещал Мировые серии с 1907 по 1909 год в News-Bee и Press. Издание Press так представило его своим читателям: «Среди всех бейсболистов на земле, Эдди Джосс несомненно самый квалифицированный для этой работы. Образованный человек, увлекательный писатель и беспристрастный наблюдатель игр». Биограф Скотт Лонгерт писал, что «писатель стал также хорошо известен, как и профессиональный игрок». В редакционной статье в Toledo Blade было написано: «Серьёзно принимая своё призвание, [Джосс], в свою очередь, серьёзно воспринимался людьми, которые признали в нём человека больше, чем обычного интеллекта, и тем, кто украшал бы любую профессию, которую он бы избрал для занятия».
В межсезонье 1908/09 годов Джосс работал над дизайном электрического табло, которое позже стало известно как «Индикатор Джосса». Это табло было установлено на домашнем стадионе «Нэпс» «Лиг-парк» и зрители могли наблюдать на нём болы и страйки.

## Смерть
Перед началом сезона 1911 года Джосс участвовал в весенних тренировках Кливленда. 3 апреля в показательной игре, проходившей в Чаттануге (штат Теннесси), он из-за теплового удара потерял сознание и упал на поле. Бейсболист был доставлен в местную больницу, но уже на следующий день его выписали. Начиная с 7 апреля в прессе стали появляться сообщения о плохом самочувствии игрока, однако его связывали с пищевым отравлением или нервной диспепсией. 10 апреля «Нэпс» поехали в Толидо на очередную показательную игру, Джосс же решил остаться дома и посетить личного врача Джорджа Чэпмена. Тот также посчитал, что игрок страдает расстройством желудка или у него пищевое отравление. К 9 апреля Джосс стал всё чаще и чаще кашлять и испытывал сильную головную боль. Чэпмен изменил свой диагноз на плеврит и посоветовал бейсболисту сделать перерыв в выступлениях на один месяц. Однако состояние Джосса продолжало ухудшаться и вскоре он уже не мог самостоятельно стоять на ногах и внятно разговаривать. 13 апреля он прошёл обследование у командного врача «Нэпс», который сделал люмбарную пункцию и диагностировал туберкулёзный менингит[b]. Болезнь быстро распространилась в мозгу Джосса и он умер 14 апреля 1911 года в возрасте 31 года.
Джосс был одним из самых уважаемых игроков лиги и после его смерти многие захотели почтить память игрока. Газета Press писала, что цветы со всех уголков страны ежечасно прибывали к дому бейсболиста. Его семья назначила похороны на 17 апреля. В тот день «Нэпс» должны были встретиться с «Детройт Тайгерс», которые впервые в новом сезоне играли на домашней площадке. Желая прийти на похороны, игроки «Нэпс» написали петицию с просьбой перенести матч, однако «Тайгерс» отказали им. Президент Американской лиги Бэн Джонсон первоначально также поддержал позицию Детройта, однако позже встал на сторону «Нэпс» и разрешил перенести матч. Таким образом, 15 игроков Кливленда и владелец клуба Чарльз Сомнер смогли прийти на похороны, которые проводил бывший бейсболист евангелист Билл Санди.

## Матч в поддержку семьи Джосса
24 июля 1911 года была сыграна игра в поддержку семьи Джосса, ставшая первым матчем «всех звёзд» в истории МЛБ. «Нэпс» пригласили игроков из остальных семи команд Американской лиги сыграть против них. Среди бейсболистов, принявших приглашение, были Хоум Ран Бэйкер, Тай Кобб, Эдди Коллинс, Сэм Кроуфорд, Уолтер Джонсон, Трис Спикер, Гэбби Стрит и Смоки Джо Вуд. Джонсон так отозвался о своём участии в матче: «Я сделаю всё, что угодно для семьи Джосса». Менеджер «Вашингтон Сенаторз» Джимми Макклир вызвался возглавить команду всех звёзд и заявил: «Память о Эдди Джоссе священна для всех, с кем он когда либо общался. Ещё не было ни одного бейсболиста, сделавшего для спорта больше, чем он». Матч, который закончился поражением «Нэпс» со счётом 5:3, посетило примерно 15 270 человек, а мероприятие собрало около 13 000 долларов, которые были переданы семье Джосса для оплаты медицинских счетов.

## Бейсбольный зал славы
В 1950-х годах спортивный редактор Boston Globe Джейсон Нэсон начал вести кампанию с целью включения Джосса в Национальный бейсбольный зал славы. В 1970 году в поддержку Эдди также выступил спортивный журналист Ред Смит, написавший: «Смогли бы вы написать историю бейсбола не упоминая имени Джосса? Никому этого не удавалось. И это должно быть тем критерием, по которому включают в Зал славы, единственным критерием». Однако в 1972 году Уоррен Гилз, в то время работавший председателем ветеранского комитета Зала славы, указал бейсбольному историку Бобу Броегу, что включение в Зал славы требует «участие как минимум в десяти чемпионатах». Джосс же в 1911 году в составе Кливленда участвовал только в весенних тренировках, заболев непосредственно перед началом сезона. Таким образом, сезон 1911 года лишь с натяжкой может считаться его десятым чемпионатом. В конце концов, совет директоров Зала славы убрал этот критерий включения для Джосса. Джо Райхер, помощник комиссара, работал над тем, чтобы включить Джосса в Зал и в 1977 году ему это удалось. Эдди Джосс был включён в бейсбольный Зал славы в 1978 году и является единственным игроком в Зале, который участвовал в менее десяти регулярных чемпионатах.
В 1981 году Лоренс Риттер и Дональд Хониг включили Джосса в свою книгу «100 величайших бейсболистов всех времён». Они ввели термин «синдром Смоки Джо Вуда», описывающий игроков невероятного таланта, чья карьера была прервана из-за травмы или болезни. Авторы утверждали, что такие игроки также должны быть включены в список величайших игроков всех времён, несмотря на их статистические показатели. Они также указали на то, что ERA Джосса является доказательством его величия. Бейсбольный автор Джон Тирни писал: «Джосс запомнился своим невероятно низким ERA, однако следует отметить, что он играл в то время, когда этот показатель ещё не был введён в официальную статистику, а его карьера закончилась в 1910 году, за год до того, как Американская лига ввела новые правила, приведшие к увеличению набранных очков в играх примерно на 25 %».
29 июля 2006 года Джосс также был введён в Зал славы «Кливленд Индианс».